# Chun Kwan

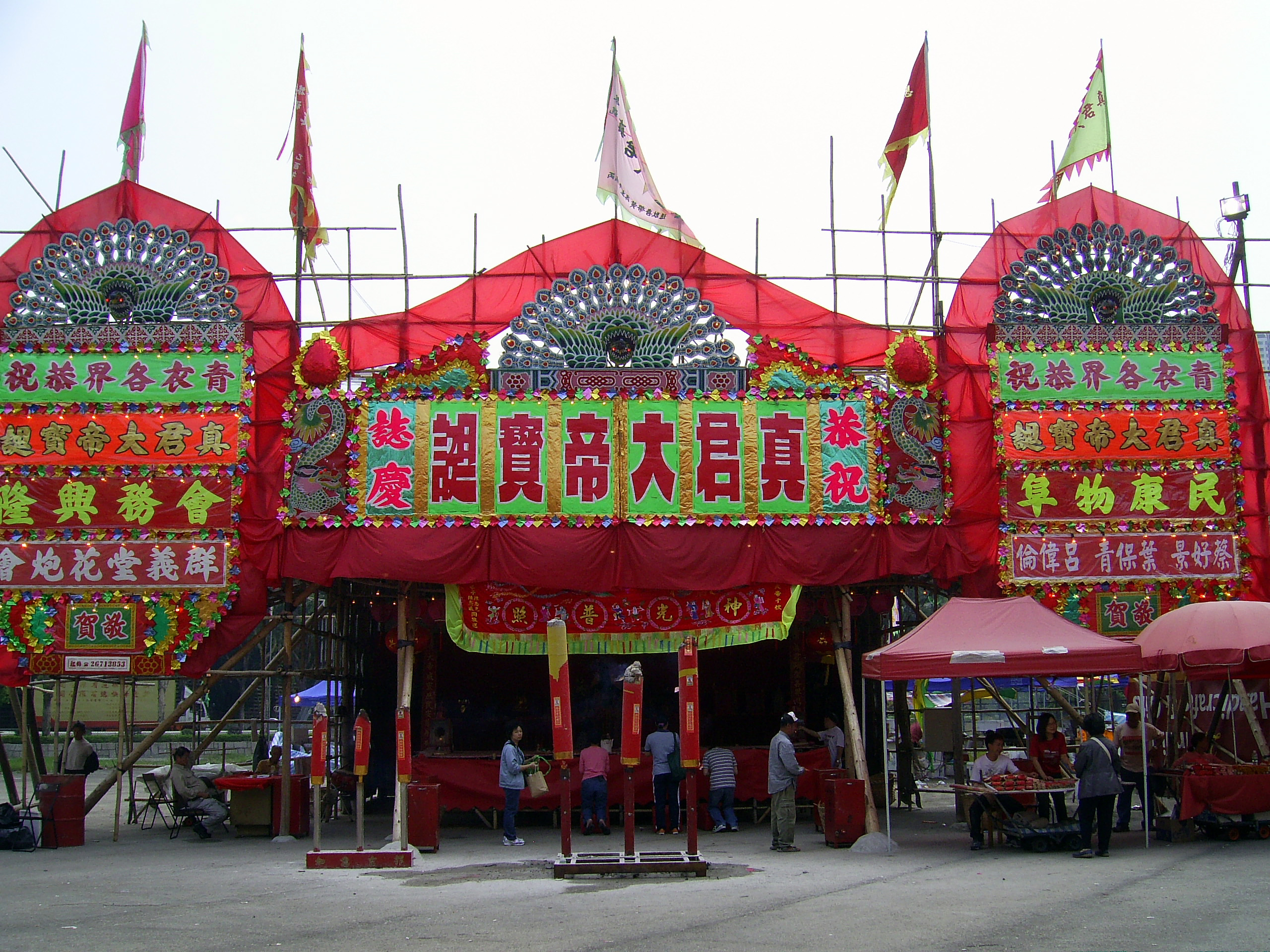
Tempel van Chun Kwan

Chun Kwan is een taoïstische godheid. Voor zijn vergoddelijking had deze persoon de familienaam Ng (吳).
Tijdens de regeerperiode van keizer Lizong van de Zuidelijke Song-dynastie werd de Chinese provincie Guangdong regelmatig geplunderd door piraten. De soldaten van de staat hadden weig succes met hun strijd tegen de piraten. Het gewone volk leed erg hieraan. Ng leidde een groep en vernietigde de bende piraten en de rust keerde terug voor het volk.
Na zijn dood deed de geest van hem goede daden in Lung Kong en de keizer prees hem hierdoor met de titel Chun Kwan Tai Tai (真君大帝) en bouwde een tempel voor hem.
Hij heeft verschillende goede daden op het eiland Tsing Yi van Hongkong gedaan en wordt daarom geëerd en herinnerd met de Chun Kwan Temple op het eiland Chun Kwan